# Ню Йорк Джайънтс
Ню Йорк Джайънтс (на английски: New York Giants) е професионален отбор по американски футбол, базиран в Ийст Ръдърфорд, Ню Джърси, член на Източната дивизия на Националната футболна конференция (НФК) в Националната футболна лига (НФЛ).
Джайънтс е един от най-старите отбори в лигата – създадени са през 1925. Те са третият най-успешен отбор в НФЛ с 8 титли (4 от тях са преди ерата на т.нар. Супербоул), като преди тях са само Грийн Бей Пакърс (13) и Чикаго Беърс (9).

Джайънтс играят домакинските си срещи на построения през 2010 МетЛайф Стейдиъм. Стадионът е най-големият в НФЛ, има капацитет от 82 566 места и на него домакинстват и Ню Йорк Джетс.

## Факти
Основан: през 1925
Основни „врагове“:: Далас Каубойс, Филаделфия Ийгълс, Ню Йорк Джетс, Уошингтън Редскинс, Сан Франциско Фортинайнърс
Носители на Супербоул: (4)
- 1986, 1990, 2007, 2011

Шампиони на НФЛ: (4)
- 1927, 1934, 1938, 1956

Шампиони на конференцията: (11)
- НФЛ Изток:  1956, 1958, 1959, 1961, 1962, 1963
- НФК:  1986, 1990, 2000, 2007, 2011

Шампиони на дивизията: (16)
- НФЛ Изток: 1933, 1934, 1935, 1938, 1939, 1941, 1944, 1946
- НФК Изток: 1986, 1989, 1990, 1997, 2000, 2005, 2008, 2011

Участия в плейофи: (31)
- НФЛ:  1933, 1934, 1935, 1938, 1939, 1941, 1943, 1944, 1946, 1950, 1956, 1958, 1959, 1961, 1962, 1963, 1981, 1984, 1985, 1986, 1989, 1990, 1993, 1997, 2000, 2002, 2005, 2006, 2007, 2008, 2011